# 工人党 (阿尔及利亚)
工人党（羅馬化：Hizb al-Ummal；柏柏尔语：Akabar Ixeddamen）是阿尔及利亚的一个托洛茨基主义政党。该党成立于1990年6月29日。该党曾是法国托洛茨基主义理论家皮埃尔·朗贝尔指导建立的“争取工人国际国际联络委员会”的成员。该党的总书记是露伊莎·哈努娜。